# Enrique Ponte
Enrique Ponte Veira, conocido en el mundo del fútbol como Ponte fue un futbolista español de las décadas de 1940 y 1950.
Es recordado principalmente por haber sido un puntal defensivo del Deportivo de La Coruña durante muchas temporadas, contribuyendo de manera decisiva al subcampeonato de Liga que obtuvo el club la temporada 1949-50. También se le recuerda como uno de los integrantes de la plantilla de la Cultural Leonesa que logró ascender a la Primera división española a mediados de la década de 1950.
En total jugó durante 7 temporadas en la Primera división española, llegando a disputar 168 partidos.

## Biografía
Comenzó jugando en el Deportivo Ciudad un equipo modesto de su ciudad natal. Sus cualidades no pasaron desapercibidas al Deportivo de La Coruña, que lo ficha y lo cede CD Lemos de Monforte de Lemos. Tras una temporada en este club vuelve a La Coruña donde se integra en la primera plantilla de cara a la temporada 1944-45.
Ponte fue un puntal de la defensa del Deportivo durante 10 temporadas, siendo casi indiscutible en el puesto de defensa central durante esos años. Ponte reunía las virtudes típicas del defensor poderoso: destacaba por su fuerza, rapidez y un portentoso salto que le permitía dominar el juego aéreo. Sus mayores hitos con el Deportivo fueron el lograr dos ascensos a Primera división en 1945 y 1947; y sobre todo el subcampeonato de Liga de la temporada 1949-50. El Deportivo de aquel año, conocido como la Orquesta Canaro, disputó el título de Liga hasta la última jornada, aunque al final se quedó con la miel en las labios. 
En 1953 el equipo descendió de categoría. Jugando en Segunda división, en 1954 finalizó su contrato con el Deportivo y fichó por otro equipo de Segunda división, la Cultural Leonesa. Estuvo 4 temporadas en la Cultural. En su primera temporada, la 54-55, formando línea defensiva con Chiqui y Foces, Ponte fue decisivo a la hora de lograr el histórico ascenso de la Cultural a la Primera división española. Jugó la temporada 1955-56 con la Cultural en la Primera división (única temporada de la historia de este club en Primera) y tras el descenso jugó otras dos temporadas con la Cultural en Segunda división.
En 1958 vuelve a La Coruña estando a punto de fichar por el Deportivo; sin embargo finalmente no llegó a un acuerdo y fichó por el Racing de Ferrol, donde jugó temporada y pico.
En 1959 regresó al Deportivo de la Coruña. A falta de dinero, aceptó fichar por su club a cambio de un partido de homenaje. En el Deportivo luchó durante 2 temporadas por retornar a la división de honor donde se había zafado unos años antes. Coincidió con una joven promesa como Amancio Amaro.Al finalizar la temporada 1960-61, cuando iba a cumplir los 36 años de edad, se vio obligado a retirarse por una grave lesión que había sufrido esa temporada jugando contra la Real Sociedad. A la temporada siguiente el Depor logró el ascenso.
El Deportivo se enfrentó en un amistoso a un combinado nacional en el homenaje que le tributó Riazor en 1961.

## Selección nacional
Fue llamado en varias ocasiones a convocatorias de la Selección española de fútbol, pero no llegó a debutar con esta. 

## Clubes
| Club                   | País   | Año       |
| ---------------------- | ------ | --------- |
| Deportivo de La Coruña | España | 1944-1954 |
| Cultural Leonesa       | España | 1954-1958 |
| Racing de Ferrol       | España | 1958-1959 |
| Deportivo de La Coruña | España | 1959-1961 |

- Datos: Q11101681